# Монголски монах
Монголските монаси са практикуващи будизма в Монголия. Монголските монаси работят и живеят в будистки манастири и храмове в Монголия и в други страни.

## История
Будизмът за първи път пристига в Монголия през Хималаите и Тибет. Тибетският будизъм става официална религия на династията Юен, водена от Кубилай хан. След падането на династията Юен през 1368 г. тенгризмът става основна религия в източноевразийските степи до XVI век. По време на династията Цин будизмът отново става основна религия както във Външна Монголия, така и във Вътрешна Монголия.

## Преследване
През XX век Монголската народна република преследва монголски монаси и други будисти.